# Seagle Air
Seagle Air byla slovenská charterová letecká společnost. Byla založena v roce 1995 jako letecká škola v Trenčíně. Po krachu Slovenských aerolinií v roce 2007 využila prostor na trhu a nakoupila tři Boeingy 737-300. Později provozovala také Airbus A320, celkově šest větších letadel. Létala lety především z Bratislavy a Prahy, dále z letišť v Brně, Košicích a Pardubicích. Zanikla v roce 2009 kvůli finančním potížím.